# Asesinato de Rashawn Brazell
A finales de febrero de 2005, las partes desmembradas del cuerpo de Rashawn Brazell (Brooklyn, Nueva York; 15 de abril de 1985 - Ibidem, 14 de febrero de 2005), un joven afroamericano de 19 años, aparecieron en bolsas de basura esparcidas por todo el distrito neoyorquino de Brooklyn, después de que desapareciera de su casa en el barrio de Bushwick. Había salido la mañana del 14 de febrero para reunirse con su contable y luego quedar con su madre para comer en Manhattan. 
A las 7:30 horas de esa mañana, un desconocido llamó al timbre de seguridad del edificio de apartamentos y Brazell bajó a su encuentro. Según otros testigos, Brazell se encontró con un hombre fuera de su apartamento de Brooklyn y los dos hombres entraron juntos en el metro en la estación de Gates Avenue. Los testigos creen que los dos salieron en la estación de Nostrand Avenue, en Bedford-Stuyvesant, poco después. Brazell no volvió a ser visto con vida.

## Hallazgo del cadáver
El 18 de febrero, se encontraron dos bolsas llenas de partes del cuerpo en las vías cerca de la estación de Nostrand Avenue, y las partes se identificaron positivamente mediante huellas dactilares como de Rashawn Brazell. Un brazo y una pierna, también identificados como de Brazell, se encontraron en una planta de reciclaje en Greenpoint (Brooklyn).
Nunca se encontró su cabeza. El Departamento de Policía de Nueva York buscó pistas por todo el país; incluso el programa America's Most Wanted presentó el caso y emitió el segmento varias veces.

## Investigación posterior
En 2017 se produjo un avance en el caso. La policía detuvo a Kwauhuru Govan, primo y antiguo vecino de Brazell, que tenía antecedentes penales anteriores a 2005; desde entonces se había trasladado a Florida y había sido encarcelado allí en 2014 por una condena por robo a mano armada. Govan fue acusado del asesinato de Brazell. Después de que el ADN lo relacionara con otro homicidio sin resolver en Brooklyn, fue extraditado a Nueva York y acusado del asesinato de Sharabia Thomas. Govan fue condenado por el asesinato de Thomas en 2018. Los detectives que preguntaron a Govan por el caso Brazell afirman que hizo declaraciones falsas y evasivas. Le acusaron del crimen basándose en eso y en otras pruebas, sospechándose que podría ser un asesino en serie.